# 1984 dans les chemins de fer
Chronologie des chemins de fer
1983 dans les chemins de fer - 1984 - 1985 dans les chemins de fer

## Technologie
- SNCF : décision d'introduire des moteurs sans collecteurs (asynchrones et synchrones) alimentés par des onduleurs de courant montés derrière les hacheurs ou ponts mixtes. Les BB 10003 et BB 10004 assureront la mise au point de ces technologies.

## Évènements

### Janvier
- 22 janvier.  France – Suisse :   Première liaison TGV internationale entre Paris et Lausanne[1].

### Juin
- 3 juin :
  - Australie : la ligne entre Wyee et Newcastle est électrifiée, permettant ainsi le passage de trains de voyageurs interurbains électriques entre Sydney et Newcastle.
  - Italie, Autriche, Allemagne : suppression du TEE Mediolanum entre Milan et Munich.
  - Belgique: la SNCB met en place son premier service de trains à horaire cadencé, appelé « plan IC-IR ».

### Juillet
- 23 juillet, Irlande : le Dublin Area Rapid Transit ouvre, permettant un service suburbain électrifié de voyageurs dans l'agglomération dublinoise.

### Septembre
- 3 septembre, États-Unis : la dernière partie de la ligne de métro reliant le centre-ville de Chicago à l'aéroport international O'Hare ouvre aux voyageurs.

- 27 septembre, France : mise en service de l'électrification sur Amiens - Rouen.

### Décembre
- 8 décembre, France : mise en service du prolongement de la ligne C du métro de Lyon entre Croix-Rousse et Cuire.